# Abanycha pectoralis
Abanycha pectoralis là một loài bọ cánh cứng trong họ Cerambycidae. Loài này được Martins và Galileo mô tả lần đầu năm 2004. Loài này được tìm thấy ở Costa Rica.